# Foxcotte
Foxcotte – osada w Anglii, w hrabstwie Hampshire, w dystrykcie Test Valley. Leży 20 km na północny zachód od miasta Winchester i 102 km na zachód od Londynu.